# الغيل (الحد)

تعديل مصدري - تعديل

الغيل هي إحدى قرى عزلة الحد بمديرية الحد التابعة لمحافظة لحج، بلغ تعداد سكانها 397 نسمة حسب تعداد اليمن لعام 2004.